# Alexander Duchnovič
Alexander Duchnovič (rusínsky Александер Духновіч, 24. dubna 1803, Topoľa – 30. března 1865, Prešov) byl rusínský národní buditel, spisovatel, pedagog, řeckokatolický kněz.
Alexander Duchnovič se narodil v obci Topoľa na východním Slovensku (dnes okres Snina), v rodině řeckokatolického kněze Vasiľa Duchnoviče. Gymnázium vystudoval v Užhorodu. Filosofii studoval v Košicích a teologii v Užhorodě. V letech 1830–1838 byl učitelem v Užhorodě, farářem v obcích Komloša (dnes Chmeľová), Chmeľov, Beloveža. V letech 1838–1844 byl biskupským notářem v Užhorodu. Od roku 1844 byl kanovníkem v Prešově; dělal též školního inspektora. Na prešovském řeckokatolickém gymnáziu učil latinu a ruštinu. V roce 1847 zastupoval prešovské biskupství na posledním uherském stavovském sněmu. V témže roce vydal slabikář s názvem Knyžycja čytaľnaja dľa načynajuščych.
V roce 1862 založil v Prešově (za podpory Jozefa Gagance, řeckokatolického biskupa prešovské eparchie a spolu s jinými rusínskými národními buditeli) Spolek sv. Jana Křtitele (Obščestvo sv. Joana Krestiteľa). Spolek působil v letech 1862–1874; byl obnoven v roce 2003. Spolek původně podporoval chudé rusínské studenty. Programem obnoveného spolku je náboženský, národní a kulturní rozvoj Rusínů.
Od roku 1990 je po něm pojmenováno rusínské Divadlo Alexandra Duchnoviča v Prešově. Je autorem slov rusínské hymny.

## Fotogalerie

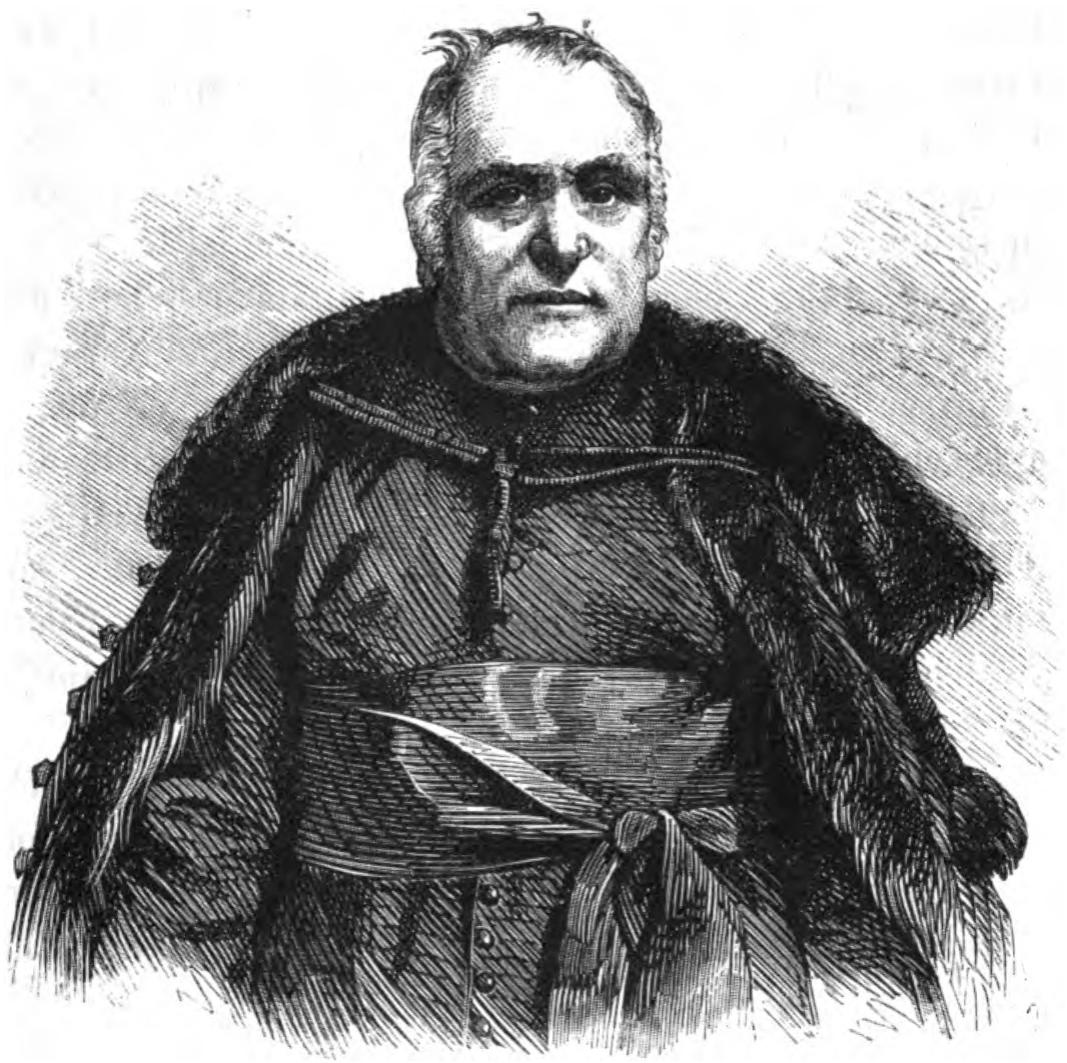
Alexander Vasilijevič Duchnovič
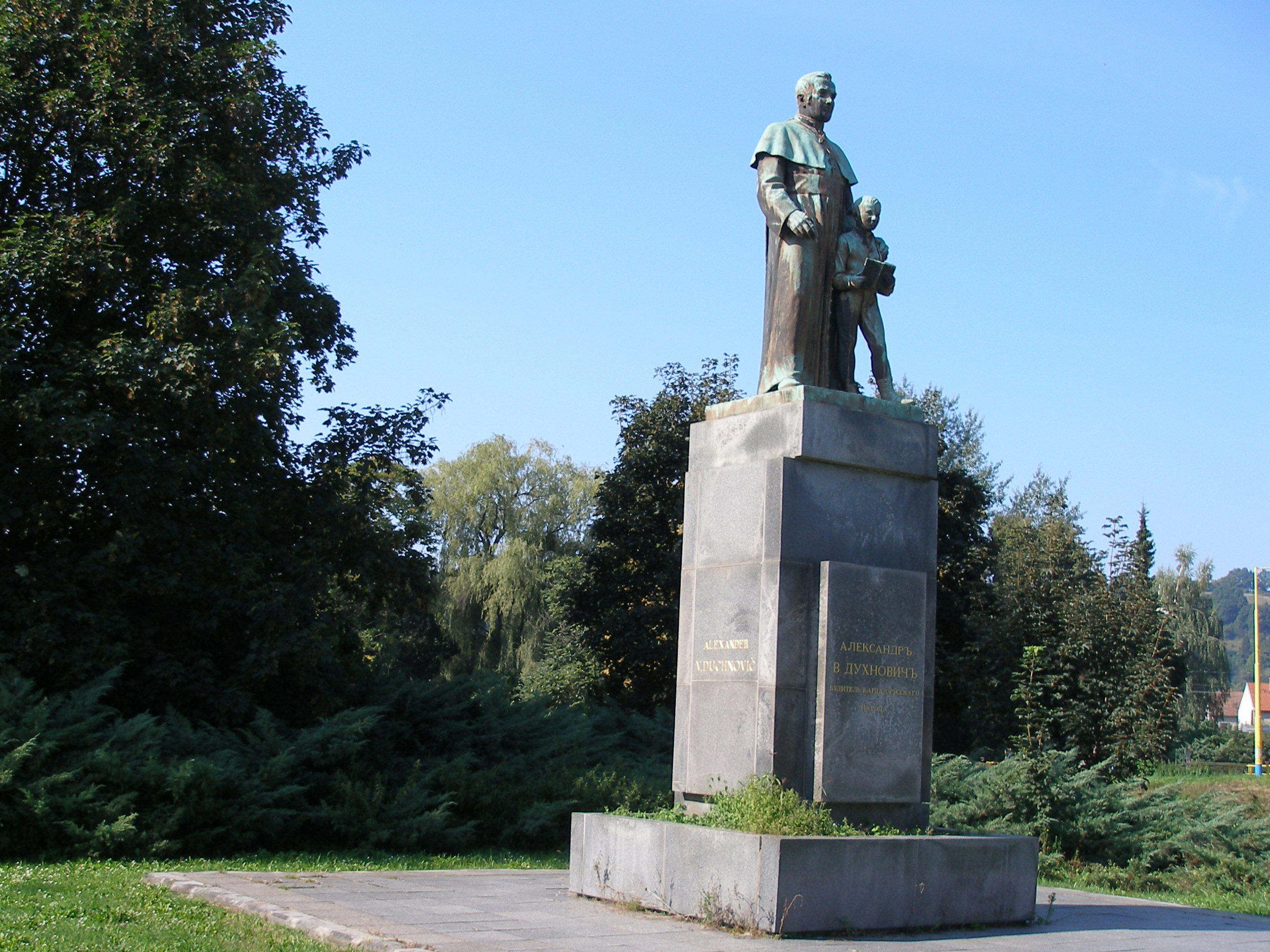
Socha Alexandra Duchnoviče v Prešově
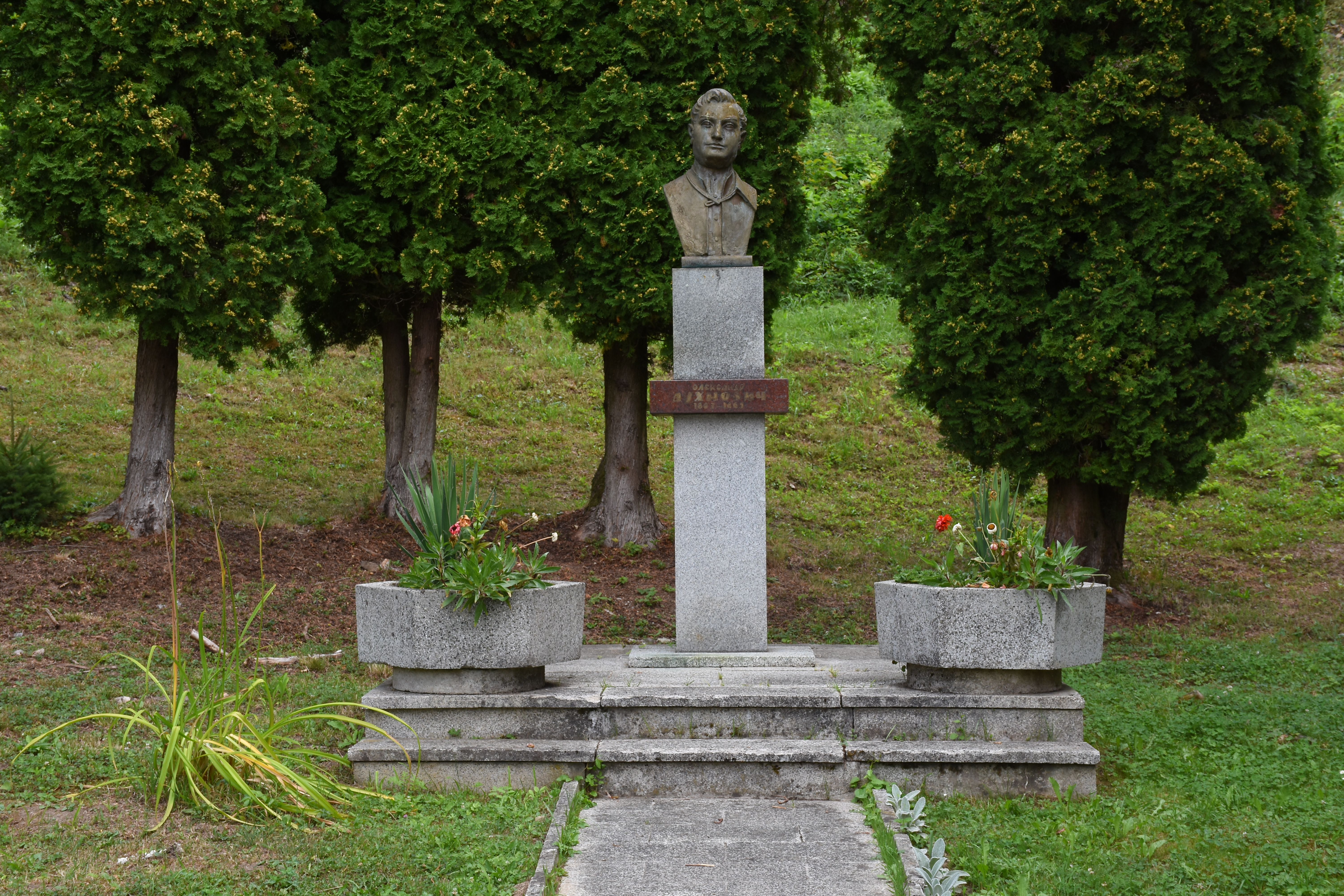
Busta v jeho rodné vesnici Topoľa